# 曲果伦堡寺
曲果伦堡寺，位于西藏自治区日喀则地区萨迦县扎西岗乡扎西岗村，是一座藏传佛教宁玛派寺院。

## 历史
曲果伦堡寺位于日喀则地区萨迦县驻地以西、扎西岗乡扎西岗村西边的伟日山南麓，海拔4350米。曲果伦堡寺前树木繁茂，地势十分开阔；南面与一条沟壑相邻。
曲果伦堡寺始建于藏历第六绕迥之土狗年（1298年），属宁玛派。该寺创始人是雄加巴·欧珠白巴，今定日县人，自幼在今仁布县哲哲遇干才寺出家，拜衮钦·桑吉培为师，学习佛教显密教法，13岁受沙弥戒，17岁受比丘戒。后来，他赴今山南地区泽当哲布参加辩证，传说在这里背诵103部经书，受到众人赞叹，因而闻名。后来，他到萨迦，在甘昌巴等家族的资助下创建了曲果伦堡寺，聚集了僧人五百多人。72岁时圆寂。他圆寂之后，曲果伦堡寺实行堪布管理制，堪布师徒相承。到第十三任堪布喇尊白巴（生卒年不详）主持该寺期间，正值蒙古准噶尔部侵入西藏，曲果伦堡寺遭严重破坏，师徒传承堪布的制度中断。后来直至民主改革前，又有第十四任至第二十五任堪布主持该寺，最后一任堪布是坚赞桑布。
过去，曲果伦堡寺的组织机构由堪布、翁则、卡孜、格贵、吉巴等组成，拥有土地300余亩。民主改革前，该寺有喇嘛80人。文化大革命中，该寺被毁灭。1982年，民众集资恢复该寺，新建莲花生殿，殿内供奉莲花生及二妃泥塑像。

## 建筑
曲果伦堡寺原有的主要建筑有：
- 大殿：门朝东，高二层。[1][2]
  - 大殿底层：底层由前廊、经堂、佛殿组成。前廊2柱，廊前的壁画彩绘四大天王。经堂有35间房，面积24柱，其中2根长柱撑托天窗，天窗用以采光；经堂内主供释迦牟尼泥塑像，高1.8米，左右两侧供奉二十一尊度母、无量寿佛鎏金铜像，高1.7米，此外还供奉一座释迦牟尼坛城；两侧的经书架上有《甘珠尔》、《般若经》各一套及若干经板，收藏有绘画、刺绣唐卡一百多幅，内容为佛传、千佛、十六罗汉等；壁画内容为“三杰热敦”，即三世佛传记及若干护法神。佛殿面积4柱，主供强巴佛三尊合金像，高2.5米；此外还供奉觉·录怙雪日（释迦佛化身）等五百多尊合金、鎏金铜质造像，供奉曲果伦堡寺第六任堪布强巴多杰（洛扎县人）、第十任堪布桑杰西绕（生卒年不详）的灵塔，分别是合金质、鎏金铜质，高度约3米。
  - 大殿二层：二层由拉章、世袭殿、护法神殿组成。世袭殿位于大殿内的佛殿上方，面积4柱，朝东，主供该寺第一至第十三任堪布（雄加巴·欧珠白巴、喇尊白巴、夏佳桑珠、阿旺查巴、西线多杰、强巴多杰、贡噶丹巴、强巴热嘎、益西白觉、桑杰西绕、桑杰央培、强巴平措、纳尊白巴）泥塑像，高约1.3米；经书架上有《般若经》一套。护法神殿位于世袭殿南侧，朝北，面积4柱，主供怙露依怙、吉祥天女、四面依怙诸护法神泥塑像，高1.4米；壁画绘有鸟首、人头、兽皮等等；壁柱悬挂着剑、刀、盔帽、盔甲、金刚忤等物品。[1][2]
- 扭耐拉康：即禁食斋，位于大殿的北侧。高一层，面积8柱，其中2根长柱撑托着天窗，天窗用来采光。拉康内主供千手千眼观世音菩萨鎏金铜像，高2.8米，此外还供奉释迦牟尼鎏金铜像及若干泥塑神像。该拉康是僧俗信众断绝进食的苦修之所。[1][2]
- 莲花生殿：位于大殿西方。朝南，高一层，面积4柱。主供莲花生及二妃鎏金铜造像，主尊高2.6米，二妃高1.7米；两侧供奉莲花生八化身泥质像，高0.4米；此外还供奉一百余尊小像，是合金质、鎏金铜质。[1][2]
- 坛城殿：即金科拉康，朝南，高一层，面积4柱；殿内供奉格桑多白日坛城一座，泥质，是亚钦·旺堆宁布亲自塑造，为莲花生极乐世界。[1][2]

曲果伦堡寺的石刻丰富，内容有释迦牟尼、观世音菩萨、度母、文殊菩萨、金刚持、莲花生及二妃、祖师等等，采用剔地浅浮雕技法。代表作有：
- 康措益西措杰石雕：石板雕刻，呈不规则长方形。宽18.5至22厘米，高26厘米；像高20厘米，宽16.3厘米。图案是莲花生二妃之一，通常位于主尊莲花生的右侧。她头戴花蔓冠，饰有耳环，颈部有三道蚕纹，系有项圈；上身赤裸，披帛在背后飞绕形成圆形，缠臂向外飘举，双乳隆起，下身穿长裤；左手向上抬举微曲持供物，右手在胸前拇指和食指相触，掌心向外扬，左腿曲弓，右腿下跪，呈跪立式侧身朝右；带有圆形的头光及身光，神态妩媚多姿。
- 天空抓鸟石雕：石板雕刻，呈梯形。宽18.3至21.5厘米，高28.5厘米；像高21.5厘米，宽16.7厘米。一位僧人免冠，侧头仰视，双臂曲弓向上举起，双手各抓着一只鸟；身穿左衽衫，以袈裟围腰，下身穿长裤，裤管宽大，右足着地，左足步飞身后，呈飞跪状。造像下面阴刻有藏文一行，意思是“天空抓鸟”。 [1][2]